# Кантрі-Клаб-Гіллс (Іллінойс)
Кантрі-Клаб-Гіллс (англ. Country Club Hills) — місто (англ. city) в США, в окрузі Кук штату Іллінойс. Населення — 16 775 осіб (2020).

## Географія
Кантрі-Клаб-Гіллс розташоване за координатами 41°33′48″ пн. ш. 87°43′31″ зх. д. / 41.56333° пн. ш. 87.72528° зх. д. (41.563453, -87.725409).  За даними Бюро перепису населення США в 2010 році місто мало площу 12,53 км², з яких 12,48 км² — суходіл та 0,05 км² — водойми.

## Демографія
Згідно з переписом 2010 року, у місті мешкала 16 541 особа в 5662 домогосподарствах у складі 4243 родин. Густота населення становила 1321 особа/км².  Було 6102 помешкання (487/км²).
Расовий склад населення:
| - 87,1 % — чорних або афроамериканців - 8,7 % — білих - 1,0 % — азіатів - 0,2 % — корінних американців - 1,1 % — осіб інших рас |

До двох чи більше рас належало 1,8 %. Частка іспаномовних становила 2,8 % від усіх жителів.
За віковим діапазоном населення розподілялося таким чином: 28,0 % — особи молодші 18 років, 60,8 % — особи у віці 18—64 років, 11,2 % — особи у віці 65 років та старші. Медіана віку мешканця становила 37,1 року. На 100 осіб жіночої статі у місті припадало 83,3 чоловіків;  на 100 жінок у віці від 18 років та старших — 77,8 чоловіків також старших 18 років.
Середній дохід на одне домашнє господарство  становив 64 014 долари США (медіана — 55 148), а середній дохід на одну сім'ю — 68 614 долари (медіана — 57 752). Медіана доходів становила 50 867 доларів для чоловіків та 45 440 доларів для жінок. За межею бідності перебувало 18,4 % осіб, у тому числі 25,2 % дітей у віці до 18 років та 13,9 % осіб у віці 65 років та старших.
Цивільне працевлаштоване населення становило 6461 осіб. Основні галузі зайнятості: освіта, охорона здоров'я та соціальна допомога — 23,6 %, транспорт — 11,3 %, роздрібна торгівля — 10,6 %, фінанси, страхування та нерухомість — 10,5 %.